# Mississippià
| Permià | Cisuralià    | Asselià     | més recent  |
| Carbonífer | Pennsylvanià | Gjelià      | 303,7 ± 0,1 |
| Carbonífer | Pennsylvanià | Kasimovià   | 307,0 ± 0,1 |
| Carbonífer | Pennsylvanià | Moscovià    | 315,2 ± 0,2 |
| Carbonífer | Pennsylvanià | Baixkirià   | 323,2 ± 0,4 |
| Carbonífer | Mississippià | Serpukhovià | 330,9 ± 0,2 |
| Carbonífer | Mississippià | Viseà       | 346,7 ± 0,4 |
| Carbonífer | Mississippià | Tournaisià  | 358,9 ± 0,4 |
| Devonià | Superior     | Famennià    | més antic   |
| Subdivisió del sistema Carbonífer segons l'ICS.. Actualitzat amb la Taula Cronostratigràfica de l'ICS del 2013 |              |             |             |

El Mississippià o Mississipià és una època geològica del període Carbonífer, que començà fa 358,9 ± 0,4 milions d'anys i s'acabà fa 323,2 ± 0,4 milions d'anys. Si se'n descompta el Serpukhovià, o sigui, tenint en compte solament els estatges mitjà i inferior del Mississippià, és equivalent al Dinantià europeu clàssic.
Tal com passa amb la majoria d'altres períodes geològics, els estrats de roca que defineixen el període estan ben identificats, però la data exacta de l'inici i el final són incertes per alguns milions d'anys. El Mississippià porta el nom de l'estat de Mississipi (Estats Units), on les roques d'aquest subperíode del Carbonífer inferior són molt abundants i hi han estat definides.

## Paleogeografia
A l'inici del Carbonífer comença a formar-se un únic gran continent, Pangea: els oceans paleozoics entre Euramèrica i Gondwana comencen a tancar-se, formant la serralada dels Apalatxes a la Nord-amèrica actual, i l'orogènesi varisca, actualment dividida entre Europa, Nord d'Àfrica i Nord-amèrica.
Apareix un casquet de gel al pol Sud, mentre que als aiguamolls de prop de l'Equador hi evolucionen vertebrats amb quatre potes.